# Todor Stojkov
Todor Stojkov (3 de marzo de 1977 en Varna, Bulgaria) es un jugador de baloncesto búlgaro. Con 2.00 de estatura, su puesto natural en la cancha es el de escolta. 

## Trayectoria
- Cherno More Varna (1997-2000)
- Roseto Basket (2000)
- Scafati Basket (2000-2001)
- Academic Sofia (2002)
- Cherno More Varna (2002)
- Academic Sofia (2003-2006)
- Valencia Basket (2006)
- Academic Sofia (2006-)